# 게으름

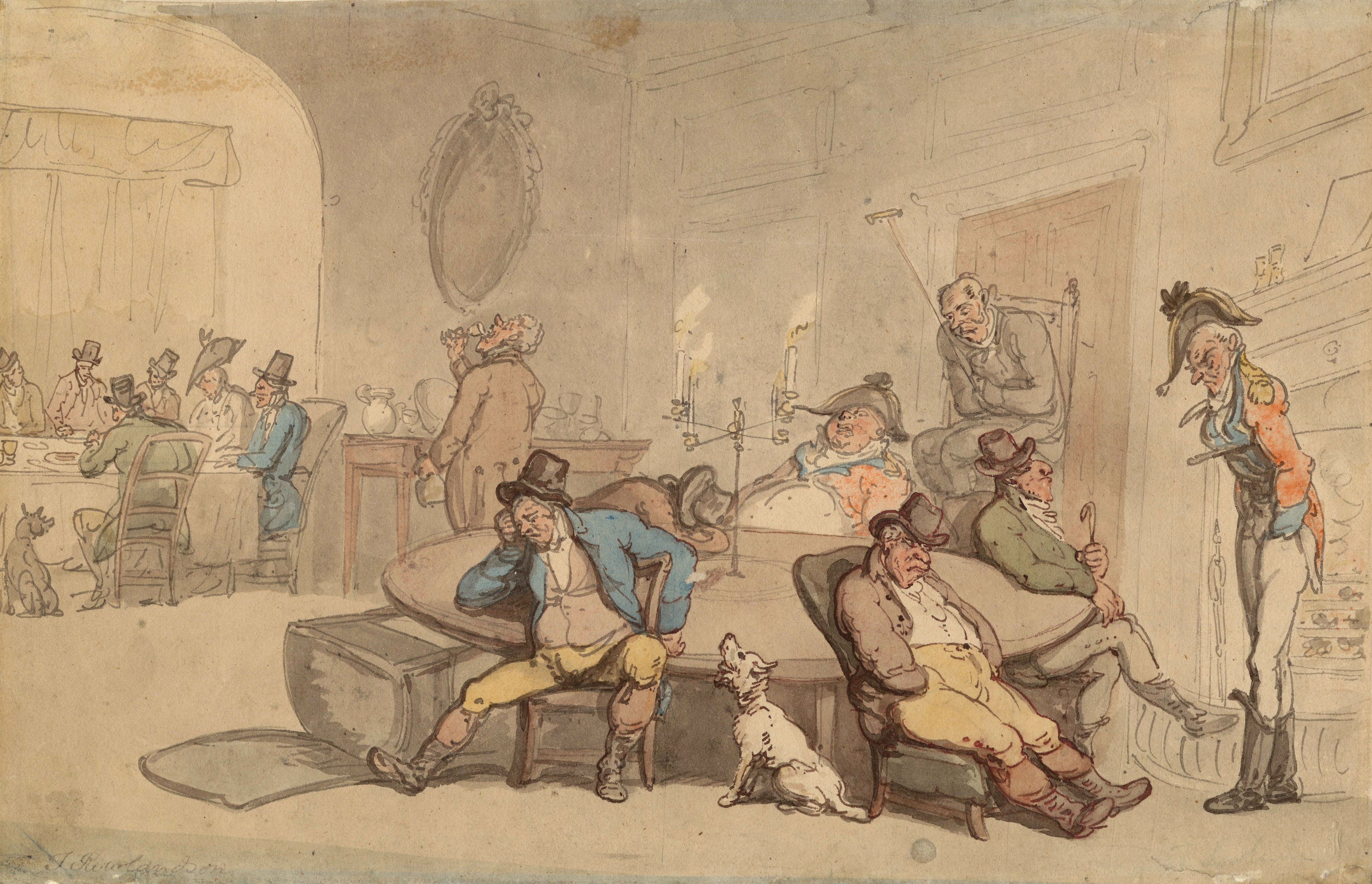
클럽 라운지의 씬(Scene in club lounge). 토머스 롤런드슨의 작품.

게으름(또는 나태)은 스스로 행하거나 발휘할 수 있는 능력이 있음에도 불구하고 행하거나 발휘하기 싫어하는 것을 말한다. 이 말은 보통 카우치 포테이토, 게으름뱅이처럼 게으른 사람을 비하하는 표현으로 쓰인다. 관련 개념에는 기독교인의 죄인 나태, 의욕 감소를 뜻하는 의학 용어인 아불리아(abulia), 에너지가 부족한 상태인 혼수 상태 등이 있다.
유명한 신경학자인 지그문트 프로이트(Sigmund Freud)의 "쾌락 원칙"에 대한 논의에도 불구하고, 1954년에 레너드 카마이클(Leonard Carmichael)은 "게으름은 심리학에 관한 대부분의 기술 서적의 목차에 나타나는 단어가 아니다"라고 지적했다. 1931년 조사에 따르면 고등학생들은 자신의 학업 실패를 게으름으로 돌릴 가능성이 더 높았고, 교사들은 "능력 부족"을 주요 원인으로 꼽았으며 게으름이 두 번째로 뒤따랐다. 게으름은 우울증, ADHD, ASD, 수면 장애, 약물 사용 장애 및 정신분열증과 같은 특정 정신 건강 문제의 부정적인 증상인 의지와는 구별한다.
게으름은 또한 여가에 관한 것이 아니다. 고대 그리스에서 여가는 생산적인 노동 이외의 지적 배양을 의미했다.

## 심리학
게으름은 자존감 부족, 다른 사람의 긍정적인 인식 부족, 낮은 자신감에서 비롯된 규율 부족, 활동에 대한 관심 부족 또는 활동의 효능에 대한 믿음 부족을 반영할 수 있다. 게으름은 꾸물거림이나 동요로 나타날 수 있다. 동기 부여에 대한 연구에 따르면 게으름은 동기 부여 수준 감소, 관심 부족, 자신감 부족으로 인해 발생할 수 있으며, 이는 과도한 자극이나 과도한 충동 또는 산만함으로 인해 발생할 수 있다. 이는 보상과 즐거움을 담당하는 신경 전달 물질인 도파민의 방출을 증가시킨다. 더 많은 도파민이 방출될수록 생산적이고 보람 있는 행동을 가치 있게 여기고 받아들이는 데 대한 불관용이 커진다. 이러한 둔감화는 신경 패턴을 둔화시키고 위험 인식을 담당하는 뇌의 전엽에 부정적인 영향을 미친다.
ADHD 전문가들은 다양한 활동에 참여하는 것이 주의력/집중력 상실, 완벽주의, 비관주의와 같은 행동 문제를 일으킬 수 있다고 말한다. 이러한 상황에서 게으름은 부정적인 대처 메커니즘(혐오), 특정 경험에 대응하기 위해 특정 상황을 피하려는 욕구, 선입견된 나쁜 결과로 나타날 수 있다. 라캉의 생각에 따르면 게으름은 사회 프로그램과 부정적인 자녀 양육 관행의 원형을 "연기"하는 것이다. 독일 콘스탄츠 대학교의 토마스 괴츠(Thomas Goetz)와 캐나다 요크 대학교의 존 이스트우드(John Eastwood)는 게으름과 같은 혐오적인 상태가 변화에 똑같이 적응할 수 있지만, 악화되면 해를 끼칠 수 있다는 데 동의한다. 그들의 연구에서 도움이 되는 것으로 밝혀진 전망은 "주의를 기울이고 그것에서 벗어날 방법을 찾지 않는 동시에 창의적이고 활동적인 옵션이 발생할 경우에도 열려 있는 것"이다. 그들은 쉬지 않고 끊임없이 활동을 하면 실패의 진동이 생겨 정신 건강 문제가 발생할 수 있다고 지적한다.
또한 게으름은 분노, 불안, 무관심, 약물 남용 및 우울증과 같은 반응성 정신 건강 문제에 대해 무관심하게 만들 수 있다는 것이 밝혀졌다.

## 경제학
경제학자들은 게으름에 대해 서로 다른 견해를 가지고 있다. 프레데릭 바스티아(Frédéric Bastiat)는 게으름은 사람들이 잠재적으로 더 긍정적인 장기적 결과보다는 자신의 행동의 유쾌하고 즉각적인 효과에 집중하는 결과라고 주장한다. 다른 사람들은 인간이 여가를 추구하는 경향이 있는 것 같다고 지적한다. 할 크랜머(Hal Cranmer)는 다음과 같이 썼다. "게으름에 반대하는 이 모든 주장에도 불구하고, 우리가 그것을 달성하기 위해 그토록 열심히 일하는 것은 놀랍다. 열심히 일하는 청교도들조차도 구름 위에 누워 영원히 놀 수 있는 대가로 매일 허리를 부러뜨리려고 했다. 모든 업계는 고객에게 더 많은 여가 시간을 제공하기 위해 최선을 다하고 있다." 루트비히 폰 미제스(Ludwig von Mises)는 다음과 같이 썼다. "노동의 지출은 고통스러운 것으로 간주된다. 일하지 않는 것이 일하는 것보다 더 만족스러운 상태로 간주된다. 여가는 다른 조건이 동일하다면 노동(일)보다 선호된다. 사람들은 가치를 소중히 여길 때만 일한다. 여가 시간의 단축으로 인한 만족도 감소보다 노동 수익이 더 높다. 일을 한다는 것은 비효용을 수반한다."

## 종교

### 기독교
가톨릭의 일곱 가지 대죄 중 하나는 나태인데, 이는 종종 영적 및 육체적 무관심이나 게으름으로 정의된다. 나태는 데살로니가후서(히브리서 6:12)에서 낙담했고, 마태복음(마태복음 25:26)에 나오는 예수님의 비유 중 하나에서 사악함과 연관되어 있다. 지혜서인 잠언과 전도서에는 게으름이 가난함을 가져온다고 기록되어 있다(잠언 10:4, 전도서 10:18).

### 이슬람
꾸란에서 게으름, 무활동, 나태함을 나타내는 아랍어 용어는 كَسَل(kasal)이다. 게으름의 반대는 지하드 알 나프(Jihad al-Nafs), 즉 자기 자신, 자신의 에고에 맞서는 투쟁이다. 이슬람의 다섯 기둥 중 하루 다섯 번 기도하고 라마단 기간 동안 단식하는 것은 게으름에 맞서는 행동의 일부이다.

### 불교
불교에서 카우시디아(kausīdya)라는 용어는 일반적으로 "게으름" 또는 "영적 나태"로 번역된다. 카우시디아(Kausīdya)는 눕거나 뻗거나, 미루고, 덕스러운 활동에 열정을 갖지 않거나 참여하지 않는 등 불건전한 활동에 집착하는 것으로 정의된다.

## 동물
동물(에너지 요구량이 높은 벌새와 같은 동물도 포함)은 포만감을 느낄 때까지 먹이를 찾아다니다가 대부분의 시간을 아무것도 하지 않거나 적어도 특별히 아무것도 하지 않고 보내는 것이 일반적이다. 이 동물들은 최적의 식단이나 서식지를 얻기보다는 자신의 필요를 "만족"시키려고 한다. 일을 수행할 수 있는 일광량이 제한된 일주 동물조차도 이 패턴을 따른다. 사회적 활동은 동물을 사냥하기 위한 식사와 휴식에 이어 세 번째로 큰 비중을 차지한다. 먹이를 찾는 데 더 많은 시간을 소비해야 할 때, 동물은 휴식하는 데 소비하는 시간보다 공격적인 행동에 소비하는 시간을 희생할 가능성이 더 높다. 매우 효율적인 포식자는 자유 시간이 더 많기 때문에 자유 시간이 거의 없는 상대적으로 무능한 포식자보다 더 게으른 것처럼 보이는 경우가 많다. 딱정벌레도 마찬가지로 먹이를 찾는 경쟁자가 없기 때문에 게으르게 먹이를 찾는 것 같다. 반면에, 비둘기나 쥐와 같은 일부 동물은 어떤 조건에서는 동등하게 이용 가능한 "공짜 음식"을 먹는 것보다 음식에 반응하는 것을 선호하는 것으로 보인다.

## 같이 보기
- 지연행동
- 게으름뱅이 (동음이의)
- 도파민
- 집행 기능
- 골드브리킹
- 히스타민
- 게으름에 대한 찬양
- 무기력증
- 지연행동
- 각성제
- 시간선호
- 시간 관리
- 의지